# トニー・ブラウン
トニー・イオン・ブラウン（Tony Eion Brown, 1975年1月17日 - ）は、ニュージーランド・バルクルーサ出身の元ラグビー選手、指導者。2016年から2023年まで15人制男子日本代表のコーチを務める。現在は南アフリカ代表のアタックコーチを務める。現役時代のポジションは、スタンドオフ。

## 人物

### 選手経歴
ニュージーランド
サウス・オタゴ・ハイスクールおよびダニーデンのキングス・ハイスクール卒業。1995年から2004年までNPCオタゴ代表に選出、80キャップ、847得点。
1996年から2011年までスーパー12（現・スーパーラグビー）ハイランダーズに所属。ハイランダーズでは91キャップ、857得点。
ラグビーニュージーランド代表
1999年から2001年までラグビーニュージーランド代表（オールブラックス）に選出され18キャップ、5トライ、171得点。同世代のファースト・ファイブ・エイスにアンドリュー・マーティンズ、カルロス・スペンサーといった世界的なスター選手がいたためオールブラックスでのレギュラー定着は叶わなかった。
トップリーグ
2005年からトップリーグに所属する三洋電機ワイルドナイツ（現・埼玉パナソニックワイルドナイツ）に所属。ワイルドナイツでは40キャップ、392得点。現役時代は身長177cm、体重85kg。
2006年には南アフリカのシャークスへ短期移籍し8キャップ、73得点。2007-08シーズン終了後には南アフリカのストーマーズで短期間プレーした。
ワイルドナイツの2007-08シーズンのリーグ全勝、日本選手権優勝に大きく貢献し、3シーズン連続で、トップリーグベストフィフティーンに選ばれている。2008-09シーズンも引き続きワイルドナイツでプレイを続けていたが、2008年10月25日の近鉄ライナーズとの試合中に、近鉄のキャプテン、ルーク・トンプソンのタックルを腹部に受けたのがもとで、外傷性膵炎を起こし、1か月余りに及ぶ入院生活を余儀なくされた。2009年2月、マイクロソフトカップ決勝戦で復帰。同月の第46回日本選手権では主にリザーブメンバーとして出場し、決勝では後半から投入されて試合の流れを変え、ワイルドナイツの日本選手権連覇に大きく貢献した。
2011年に現役を引退し、ワイルドナイツでバックスコーチ兼ファースト・ファイブ・エイス（プレイングコーチ）を務めた。現在もワイルドナイツにはアドバイザーとして関わっている。
ワイルドナイツのチームメイトで同じポジションだった入江順和は、彼にあやかり「リトル・ブラウン」と呼ばれていた。

### コーチ経歴
オタゴ代表
2012年にオタゴ代表ヘッドコーチに就任。チームを2年連続プレーオフに進出させる。
ハイランダーズ
2013年からハイランダーズの攻撃担当アシスタントコーチに就任。2015年のスーパーラグビー優勝に貢献した。
2017年からヘッドコーチに就任。日本代表ヘッドコーチに就任するジェイミー・ジョセフの後任となる。
2019年、日本代表のスポットコーチ就任のため、退任。
2020年からアシスタントコーチに復帰。
2021年に日本代表コーチへ就任のため、退任した。
日本代表
2016年11月よりスポットコーチとして日本代表に参加。
2019年、ワールドカップ2019終了まで、ラグビー日本代表アタックコーチに就任。サンウルブズのヘッドコーチと兼任した。
2021年から日本代表のアシスタントコーチに就任。ジェイミー・ジョセフヘッドコーチの右腕となる。
サンウルブズ
2018年、サンウルブズのアシスタントコーチ（アタックコーチ）に就任。
2019年、ジェイミー・ジョセフの後任として、サンウルブズのヘッドコーチに就任。
2020年、サンウルブズが解散。